# Sant'Antimo (Italia)
Sant'Antimo è un comune italiano di 32 402 abitanti della città metropolitana di Napoli in Campania.

## Geografia fisica

### Geografia fisica
Il comune si trova a 67 m sul livello del mare e dista 16 km dal centro di Napoli.
Comune della Pianura campana situato nella zona nord della Città metropolitana di Napoli, ai confini con la provincia di Caserta e l'agro aversano. L'abitato appare abbastanza compatto e si espande in modo radiale. Dal punto di vista storico e geografico fa parte dell'area frattese.

### Clima
In Sant'Antimo si riscontra un clima caldo e temperato. Si riscontra molta più piovosità in inverno che in estate. In accordo con Köppen e Geiger la classificazione del clima è Csa. La temperatura media annuale di Sant'Antimo è 15.5 °C. 911 mm è il valore di piovosità media annuale.
Il mese più secco è luglio e ha 22 mm di precipitazione. Novembre è il mese con maggiore piovosità, avendo una media di 142 mm.
Nel mese di agosto, il mese più caldo dell'anno, la temperatura media è di 23.5 °C. Con una temperatura media di 8.3 °C, gennaio è il mese con la più bassa temperatura di tutto l'anno.
Esiste una differenza di 120 mm tra le precipitazioni del mese più secco e quelle del mese più piovoso. Le temperature medie variano di 15.2 °C durante l'anno.

## Storia

### Età antica
Un nucleo abitativo di Sant'Antimo è presente già dal IV - III secolo a.C.
Tale esistenza è provata dal ritrovamento lungo la cinta dei suoi limiti territoriali di numerosi gruppi di epoca osco-sannita.
Infatti nell'antichità era severamente vietato seppellire i defunti nel perimetro del centro abitato; quindi i loro corpi venivano inumati lungo la rete stradale esterna nelle immediate vicinanze della città.
Tombe di epoca pre-romana sono venute alla luce nella fascia settentrionale del territorio di Sant'Antimo che va dalla stazione ferroviaria a Friano-Ponte Mezzotta.
Altri ritrovamenti si sono avuti lungo la fascia che costeggia la Statale 7bis, in particolare nella località “Bosco di Capezza”.
Altro sito archeologico di una certa rilevanza è costituito dai nuclei di tombe venuti alla luce in località “Terra Grande” e lungo la strada provinciale Casandrino-Colonne di Giugliano, che delimita a sud il territorio di Sant'Antimo in particolare in località masseria Chianese, dove fu rinvenuta una cappella ipogea dipinta.
Il suolo ha restituito tombe di tre tipi: in terracotta, a cassa di tufo ed a sarcofago.
Le prime, che accoglievano persone di modesta condizione sociale, hanno un corredo funerario molto esiguo costituito da pochi oggetti di terracotta a vernice rossa, di basilare fattura, oltre alla moneta posta sul petto del defunto perché potesse pagarsi il viaggio nell'aldilà. Hanno la forma di un prisma triangolare, la cui base è costituita da lastre di terracotta; formano le fiancate tre/quattro tegoloni per lato che aderiscono tra loro mediante apposite scanalature. I lati in corrispondenza della testa e dei piedi del defunto sono chiusi da due tegoloni simili ai precedenti.
Le tombe a cassa di tufo hanno forma di un quadrilatero retto da lastre di tufo dello spessore di circa 20 cm con copertura costituita da un'unica lastra dello stesso spessore e talvolta da una lastra formata da tre pezzi di uguali dimensioni; esse appartenevano a persone di rango sociale più elevato e i loro corredi funerari erano pertanto ricchi, vari e di pregevole fattura. Il defunto vi era deposto sempre con orientamento verso il mare o verso la strada che più rapidamente conduceva al mare, dove egli si sarebbe dovuto imbarcare per il suo viaggio nell'aldilà.
Diffuse nella zona dell'agro aversano erano infine le tombe a sarcofago; si tratta di un contenitore di forma cilindrica, di terracotta naturale, dello spessore di circa 2 cm terminate a punta su entrambi i vertici o su uno solo di essi. Sono alte un metro circa ed il defunto vi era posto ripiegato su se stesso nella tipica posizione del feto nel grembo materno. Questa posizione trova spiegazione nella concezione religiosa degli Osci, incentrata sul culto della dea Terra, concepita come Grande Madre da cui tutto ciò che è vivente trae origine ed a cui tutto ritorna, compiuto il ciclo vitale. Secondo la concezione osca la morte non costituiva il piombare in un eterno non-essere, ma un ritorno, un lungo sonno nel seno della Grande Madre Terra per riposarsi, rigenerarsi, riacquistare le energie vitali per essere pronti ad una nuova nascita. Il defunto veniva quindi posizionato, pronto, per questa rinascita che lo attendeva.
Degli oggetti costituenti il corredo funerario del gruppo di sette tombe rinvenute in località “Cupa Palla” dal 7 al 9 agosto 1927 (nel corso dei lavori eseguiti dalla ditta Astaldi lungo la linea ferroviaria della Direttissima Roma-Napoli) e di quelli rinvenuti nel 1928 in località “Terra Grande” fu stilata una minuziosa descrizione da Olga Elia (Necropoli dell'agro Campano e Atellano – Frignano, Aversa, S.Antimo).
Il corredo funerario era costituito da oggetti comuni: coppe, bocchette, ciotole, piatti, olle, scodelle e vasetti unguentari.
Secondo le concorde ipotesi avanzate da vari autori, i gruppi di tombe riemerse dall'oblio della Storia in occasione del taglio dei terreni designati per l'attraversamento ferroviario della Direttissima Roma-Napoli nei territori di Sant'Antimo, Carinaro, Aversa, Frignano Maggiore e Frignano Piccolo, appaiono dislocati lungo la linea di un'antica strada di raccordo tra la via Atellana e la via Consolare Campana.
Da Sant'Antimo proviene anche un antico sarcofago, databile al III secolo dopo Cristo, situato ora nel Museo Archeologico di Napoli; vi è raffigurato il mito di Endimione e Selene. Non se ne conosce il committente ma esso era certamente uno degli eredi dell'antica borghesia atellana tanto ricca da essere in grado di dare ospitalità più volte ad imperatori romani e al loro numerosissimo seguito.
L'ubicazione dei reperti archeologici ritrovati a Sant'Antimo da vigore a quella ipotesi per la quale si sostiene che il paese fosse già esistente ed abitato dal IV-III secolo a.C. come quartiere o pagus dell'antica Atella e che le strade di cui si ha conoscenza, si irradiassero verso l'esterno a partire da un primo nucleo abitato centrale.
Tali strade dovevano evidentemente collegare il nucleo del paese con i principali luoghi abitati dell'epoca e quindi sicuramente con la città di Atella.
I tracciati delle strade osche sono stati successivamente ripresi e migliorati dai romani che nel 338 a.C. conquistarono militarmente la regione.
Così a un primo nucleo di fondazione osca, risalente con molta probabilità al IV secolo a.C. si è sovrapposto a partire dal 131 a.C. il sistema delle centuriazioni romane.
Tale organizzazione, con la quale i romani dividevano i territori sottomessi in un reticolo ortogonale di strade, canali ed appezzamenti è ancora evidente in più punti del centro abitato.
Il nucleo più antico del paese si è sviluppato su una strada parallela a un decumano (attuali via Trieste e Trento e via Diaz) ed ancora oggi tali strade rappresentano il cuore delle attività di Sant'Antimo.

### Età medievale
Allo schema regolare di suddivisione catastale è seguito a partire dal V secolo d.C. quello del periodo medioevale con le caratteristiche stradine tortuose che attraversavano gli agglomerati sorti per lo più intorno ad una chiesa o ad un castello.
Nel caso di Sant'Antimo il nucleo medioevale sorge in presenza di entrambi i manufatti.
Il periodo che va dall'anno 500 fino al 1500 circa vede il mutare delle condizioni politiche del territorio della Campania Felix. Difatti a partire dall'anno 476, con la caduta dell'impero romano d'occidente, comincia il periodo delle dominazioni straniere e della instabilità politica della regione.
La fondazione di Sant'Antimo è legata ad un'antica leggenda riguardante il principe Antemio, Duca di Napoli. Secondo la leggenda il principe, in un normale giorno di caccia arrivò nel punto in cui ora si trova la chiesa di Sant'Antimo. Lì il cavallo si fermò, non volendo né proseguire né tornare indietro, allora il principe decise di fermarsi lì per la notte. Mentre dormiva gli apparve in sogno un vecchio vestito da prete, Sant'Antimo, che disse al principe di averlo scelto per costruire la sua chiesa. Appena sveglio, il principe corse subito a cercare i migliori ingegneri del posto insieme a una moltitudine di operai. Per tre volte gli operai costruirono la chiesa poiché essa, seppur costruita di giorno, cadeva di notte. Il quarto giorno allora, arrivò sul posto la gente del luogo, spinta dalla curiosità e sapendo quello che era successo un uomo disse al principe Antemio che il santo voleva che la chiesa fosse costruita dai contadini del luogo che ogni giorno benedicevano la terra con il proprio sudore. Allora il principe acconsentì e ogni persona del paese si mise all'opera per costruire la chiesa e quella volta essa rimase in piedi
A livello urbano si può ipotizzare che le continue invasioni barbariche per la conquista del territorio abbiano indotto la popolazione ad abbandonare gli insediamenti sparsi e a concentrarsi in pochi insediamenti maggiormente sicuri, generalmente intorno ai luoghi di culto cristiani.
La storiografia tradizionale di Sant'Antimo aiuta a sostenere questa tesi, difatti quest'ultima a proposito delle sue origini, fissa nell'anno 816 la fondazione del paese, allorquando il Duca di Napoli, Antemio, fonda un'edicola in onore del santo.
Tale circostanza più che essere un oggettivo avvenimento storico, segna l'introduzione del culto del santo sul territorio, al punto tale da condizionarne successivamente il nome.
La cappella di cui si tratta era ubicata sul posto dove in seguito è sorta la Chiesa Madre dedicata ancora oggi al Santo Patrono ed ubicata nella piazza centrale.
Il tessuto urbano del paese crebbe sicuramente durante il periodo normanno.
Anche il sistema di crescita degli agglomerati abitati del periodo medioevale vede molto spesso come promotori della crescita dei tessuti urbani i centri religiosi e gli insediamenti fortificati. Queste caratteristiche si ritrovano anche nello sviluppo del Comune di Sant'Antimo.
Difatti, lentamente intorno alla edicola fondata dal duca Antemio si sviluppò il nucleo più antico del paese, laddove sorse successivamente anche il castello baronale, di probabile origine medioevale.
In generale i luoghi di culto provocavano quasi sempre un'attrazione delle direttrici di traffico, che venivano così percorse non soltanto da pellegrini ma anche dai primi mercanti.
Sul territorio di Sant'Antimo, appartenente al ducato di Napoli, fu edificato sicuramente un insediamento fortificato presso la località Friano, attigua al Ponte Mezzotta, proprio lungo il confine tra il Principato di Capua e il Ducato di Napoli.
La posizione precisa del castello non è nota ma non è un caso che esso sorgesse presso una strada di grande comunicazione, quale quella sorta sull'antico tracciato della via Antiqua.
Sembra certo che il castello esistesse già prima del 1151, come si rileva da una pergamena del Codice di San Biagio di Aversa e dai primi registri angioini, sin dai primi tempi di Carlo D'Angiò (1226 – 1285).
Intorno al castello di Friano, ora completamente scomparso, sorse un nucleo abitato i cui abitanti pare provenissero da Cuma. Dell'antico castello e delle case ora non resta che una chiesa, completamente ridotta a rudere, chiamata in principio di San Lorenzo Maggiore e successivamente detta di S. Maria delle Grazie.
Per quanto riguarda il castello baronale posto nella piazza principale del paese le fonti storiche tradizionali vogliono che sia stato costruito nel 1500; tuttavia dallo studio del suo impianto di fondazione si ritiene estremamente probabile che la sua costruzione originaria risalga al periodo normanno.
L'impianto urbanistico del periodo medioevale è ancora oggi riconoscibile nelle strette vie che si diramano lungo l'antico asse viario principale del paese e che costituiscono oggi come in passato il nucleo centrale dell'abitato. Queste ultime si sviluppano all'interno dei limites delle centuriazioni più vicine alla cappella di Sant'Antimo della cappella si ritrovano quindi i due assi principali della viabilità del paese, attuali via Diaz e via Trieste e Trento. Questi ultimi perfettamente paralleli a due decumani delle centuriazioni romane, non derivano da questa organizzazione del territorio, ma a questa potrebbero essere addirittura precedenti collegando il centro abitato osco a due o più strade di collegamento con i centri circostanti.
Subito a ridosso di queste strade principali si sviluppano da una parte via Lava e via S. Russo e dall'altra parte via Nicola Romeo e via Cesare Battisti.
Da questo nucleo iniziale si dipartono le strade di collegamento con i borghi circostanti.

### Simboli
Lo stemma del comune di Sant'Antimo è stato estratto dal fondo "Catasti onciari", vol. XVIII, anno 1752-1763 e dal fondo "Conti delle Università", fascicolo 764, foglio 13, anno 1736, conservati nell'Archivio di Stato di Napoli.
Il gonfalone è un drappo di colore azzurro caricato della figura sopra descritta e adornato di ricchi fregi d'argento.

## Monumenti e luoghi d'interesse

### Architetture religiose

#### Santuario di Sant'Antimo Prete e Martire
Il Santuario di Sant'Antimo prete e martire, sorge nel centro storico cittadino, è un monumento di fede, di arte e di storia innalzato alla memoria del santo sacerdote Antimo, martirizzato l'11 maggio 305 nella persecuzione dell'imperatore Diocleziano.

#### Chiesa della Santissima Annunziata e San Giuseppe
La chiesa della Santissima Annunziata e San Giuseppe, è stata edificata nel 1490 su una preesistente cappella della Congregazione dei Disciplinati. Nell'anno 1807, avvertendosi il bisogno di provvedere al bene spirituale dei concittadini cresciuti assai di numero, dietro viva istanza del comune, fu eretta parrocchia. Nel 1990, in occasione del V centenario della fondazione, la chiesa è stata dotata di un maestoso organo a canne che costituisce per tutta la comunità cittadina un patrimonio di inestimabile valore.
Lo stile risente di un timido barocco, rimasto inalterato, nonostante i vari lavori di restauro che si sono svolti nei secoli. La chiesa è ad una sola navata, a croce latina terminante ad abside; sull'altare maggiore è posto un grande dipinto dell'Annunziata, mentre a san Giuseppe è dedicato uno dei dieci altari laterali. La facciata è suddivisa in due comparti: nel piano inferiore spicca un apprezzabile portale, mentre in quello superiore, sotto il timpano, uno spazioso finestrone dà luce all'interno. Attiguo alla chiesa si trova un campanile a tre piani che termina con un vano ottagonale.
Tra la fine del XII e l'inizio del XIII secolo, l'università di Sant'Antimo fece edificare una piccola cappella, con annesso ospedale, affidata alla Confraternita dei Disciplinati, sotto il nome di S. Maria dell'Annunziata.
Papa Innocenzo VIII, con una bolla datata 4 novembre 1490, concesse ai frati della cappella dell'Annunziata l'autorizzazione a costruirvi di fianco un cenobio con il campanile (quello attuale risale al 1950), il cimitero ed un chiostro.
Con propri fondi, la comunità di Sant'Antimo iniziò la costruzione di un'ampia nuova chiesa destinata al pubblico culto. L'impianto era molto simile a quello attuale: una sola navata con cappelle laterali e l'altare maggiore dedicato all'Annunciazione, ma non ci è dato sapere quante fossero le cappelle, poiché la chiesa ha subito nel corso del XVIII secolo importanti lavori di ristrutturazione.
A seguito del terremoto del 1980, furono effettuati nuovi lavori di ristrutturazione che rivelarono la presenza di una cripta posta sul lato destro dell'altare maggiore.
Inoltre della struttura originaria è conservata anche l'ala orientale dell'antico chiostro, abbattuto per la costruzione della scuola elementare Pietro Cammisa; la restante parte del chiostro è l'attuale corridoio che dà accesso alla Sagrestia.
La facciata della chiesa è scandita in due ordini ionico e corinzio, il portale in pietra bianca (dono del duca Revertera) fu realizzato su progetto di Giulio Cesare Fontana, nel timpano è raffigurata in marmo un'Annunciazione datata 1552, anche la porta della chiesa reca una scena dell'Annunciazione datata 1621.
Internamente la chiesa è a unica navata con sei cappelle sul lato destro e altrettante sul lato sinistro. L'abside è abbracciato da un coro ligneo e reca in alto una tela attribuita a Fabrizio Santafede, mentre gli affreschi della volta e del soffitto sono opera di Raffaele Iodice e Diego Prisco; pregevole anche la statua lignea policroma della seconda cappella a destra di un ignoto artista napoletano del 1600; nella terza cappella a destra in una teca centrale è posta una statua in legno policromo del XVII secolo raffigurante la Vergine piangente il figlio morto; gli affreschi della sesta cappella a destra furono realizzati da Raffaele Iodice nel 1934; la seconda cappella a sinistra conserva una statua raffigurante san Biagio del XVIII secolo; nella quinta cappella a sinistra dedicata a san Giuseppe è conservata, invece, una statua di legno del santo risalente al 1700; nella sesta cappella a sinistra una tavola in alcune parti mutila, realizzata nel 1590 da Orazio Cassario raffigurante La Vergine con il bambino benedicente; ai lati di questo quadro quattro tele della scuola di Francesco Solimene della fine del XVII secolo.
Il campanile a sinistra della facciata fu invece realizzato nel 1950.

#### Chiesa dello Spirito Santo
La chiesa dello Spirito Santo fu eretta nel 1578 a seguito di un decreto emanato dal pontefice Gregorio XIII; la pianta a croce latina è divisa in tre navate.
Dietro l'altare maggiore ricco di marmi era collocato un coro ligneo, a sinistra dell'altare c'era invece un organo con intagli in legno dorato.
Nelle navate laterali erano presenti in totale 11 altarini di marmo, al centro del grande soffitto una tela di Nicola Malinconico raffigurante L'Incoronazione della Vergine, questa del celebre pittore napoletano non era l'unica opera di qualità artistica presente nella chiesa, c'erano anche tele di Marco Pino, Fabrizio Santafede, G. Bernardino Azzolino, Girolamo Imparato.
La chiesa fu chiusa a causa dei danni provocati dal terremoto del 1980, successivamente furono avviati lavori di restauro e consolidamento che non sono mai stati portati a termine; intanto veniva spogliata da sconosciuti "ladri" di tutte le opere d'arte, alcune delle quali sono state recuperate.
Attiguo alla chiesa sorge l'alto campanile fornito di tre campane, di cui la maggiore venne fusa nel 1586 col bronzo di un cannone usato nella famosa battaglia di Lepanto.

#### Chiesa di Santa Maria del Carmine
Il convento dei frati minori fu fondato, come l'annessa chiesa, nel 1614 per volere dell'allora feudatario il duca Revertera, a seguito dell'arrivo a Sant'Antimo di alcuni frati riformati di san Francesco.
Nel corso di quattro secoli il convento ha subito varie modifiche: infatti, in origine aveva un cortile ed un esteso giardino, espropriato in seguito alla costruzione dell'attuale via Martiri di via Cardinale Verde.
Ancora nel 1866, con l'entrata in vigore delle leggi eversive (tutti i beni appartenenti ad enti morali, chiese collegiate, capitoli di chiese cattedrali furono vendute allo Stato), ciò che rimaneva del giardino fu venduto a privati.
Dal 1869 negli spazi del convento trovarono collocazione l'Ospedale civico, l'asilo, l'orfanotrofio e le scuole elementari; rimasero al rettore del convento e ai frati per il mantenimento del culto solo alcune stanze.
Nel 1909 il vescovo di Aversa, Francesco Vento, acquistò con legale contratto il convento e l'annessa chiesa, e per alcuni anni in esso trovarono ospitalità una comunità di padri salesiani. Infine, nel 1914 il convento fu ceduto ai frati di S. Pietro ad Aram. Dal 1990 al 1995 il convento ha ospitato una comunità di recupero per tossicodipendenti, ma dal 1996 si è assistito al ritorno dei frati minori.
Il convento e la chiesa sono stati quindi restaurati, e finalmente si è fatta luce sulle molte testimonianze presenti nel sito. Gli affreschi del chiostro risalgono al XVII secolo - di non altissima qualità e raffiguranti storie legate al nome di S. Francesco - e non è da escludere che parte di essi siano stati già restaurati '700. Certo è che fino al 1926 dovevano essere visibili, in quanto citati in una fonte coeva; in un altro lavoro sulle origini del paese e dei suoi monumenti non viene fatta menzione di questi affreschi, in quanto erano completamente coperti da intonaco, tanto è vero che si ritenesse che fossero andati perduti. La facciata della chiesa, articolata in tre piani, è decorata con stucchi barocchi.
Internamente è ad una sola navata con cappelle a destra e sinistra decorate con stucchi, affreschi e marmi policromi; d'interessante valore storico-artistico sono il crocifisso nell'omonima cappella realizzato nel 1686 da fra' Francesco Scilla su commissione del feudatario del luogo Tommaso Ruffo; la pala seicentesca collocata sull'abside dietro l'altare raffigurante la Vergine del Carmelo; i due cori lignei settecenteschi e i dipinti delle volte realizzate da Raffaele Iodice tra gli anni '30 e '50 del 1900.

#### Chiesa di Sant'Anna
La chiesa di Sant'Anna fu costruita nella seconda metà del XVII secolo per volere del sacerdote santantimese Fabio D'Agostino.

#### Altre Chiese
Di recente costruzione sono la chiesa di Sant'Antonio di Padova, la chiesa di S.Lucia e quella di S. Vincenzo Ferreri.

### Architetture militari

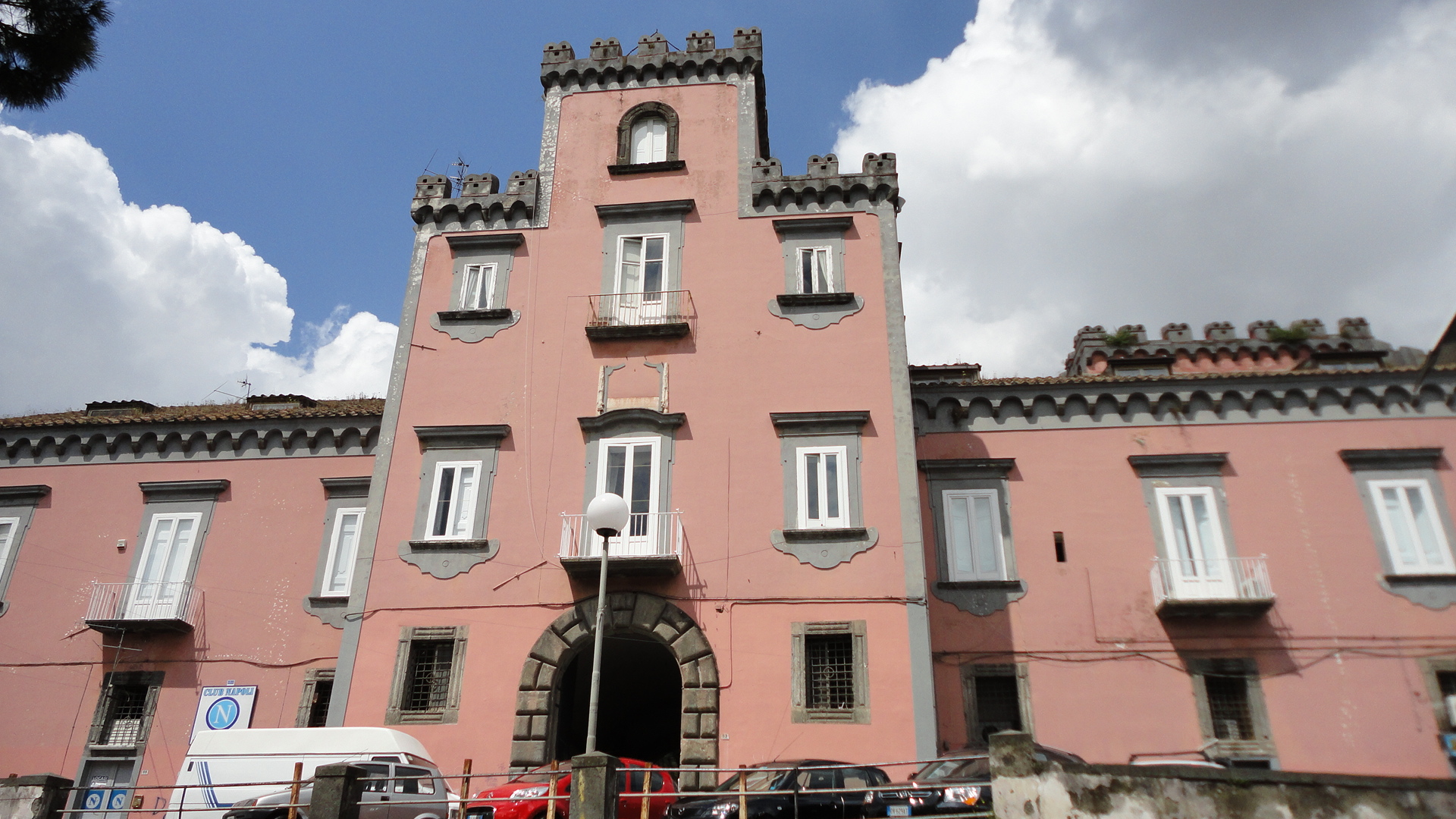
Castello baronale in Sant'Antimo

#### Castello baronale
Al centro del paese, sulla piazza principale, nell'odierna Piazza della Repubblica, è situato il Castello Baronale.
Questo castello fu costruito a Sant'Antimo in epoca rinascimentale, come si può notare dalle caratteristiche strutture architettoniche: l'androne d'ingresso, il loggiato in piperno e le logge. La torre centrale e i torrioni laterali, invece, rimandano all'originaria struttura medievale.
Fino agli inizi del 1800 era circondato da due giardini: uno antistante l'edificio e situato nei pressi dell'attuale piazza della Repubblica, l'altro invece era posto dietro l'edificio e copriva tutta l'attuale zona di via Trieste e Trento.
I nobili feudatari che l'abitarono, i duchi Revertera fino al 1629, i Duchi e Principi Ruffo, e i principi Mirelli fino al 1806 amministrarono il feudo di Sant'Antimo condizionando lo sviluppo socioeconomico avendo la facoltà oltre ai canoni di affitto delle terre feudali l'uso dei propri servizi dietro corresponsione di un tributo, avendo la facoltà di nominare il giudice del territorio per l'amministrazione della giustizia ed avendo il potere di convalidare le nomine, ma anche di destituire gli eletti nella Amministrazione Comunale.
Dopo la legge eversiva del 1807 sui fidecommessi, il sistema feudale venne abolito, di conseguenza ai proprietari feudali di Sant'Antimo successero dei possessori privati.
In epoca moderna, dal 1880/1884, di proprietà e residenza della famiglia Giannangeli, rappresenta un interessante esempio di architettura rinascimentale in buone condizioni statiche ed abitative per la disponibilità degli attuali proprietari nel provvedere a ristrutturazioni conservative onerose e rappresenta uno dei simboli più caratteristici del Comune di Sant'Antimo.

### Altri monumenti
Ab-Ovo Sant’Antimo

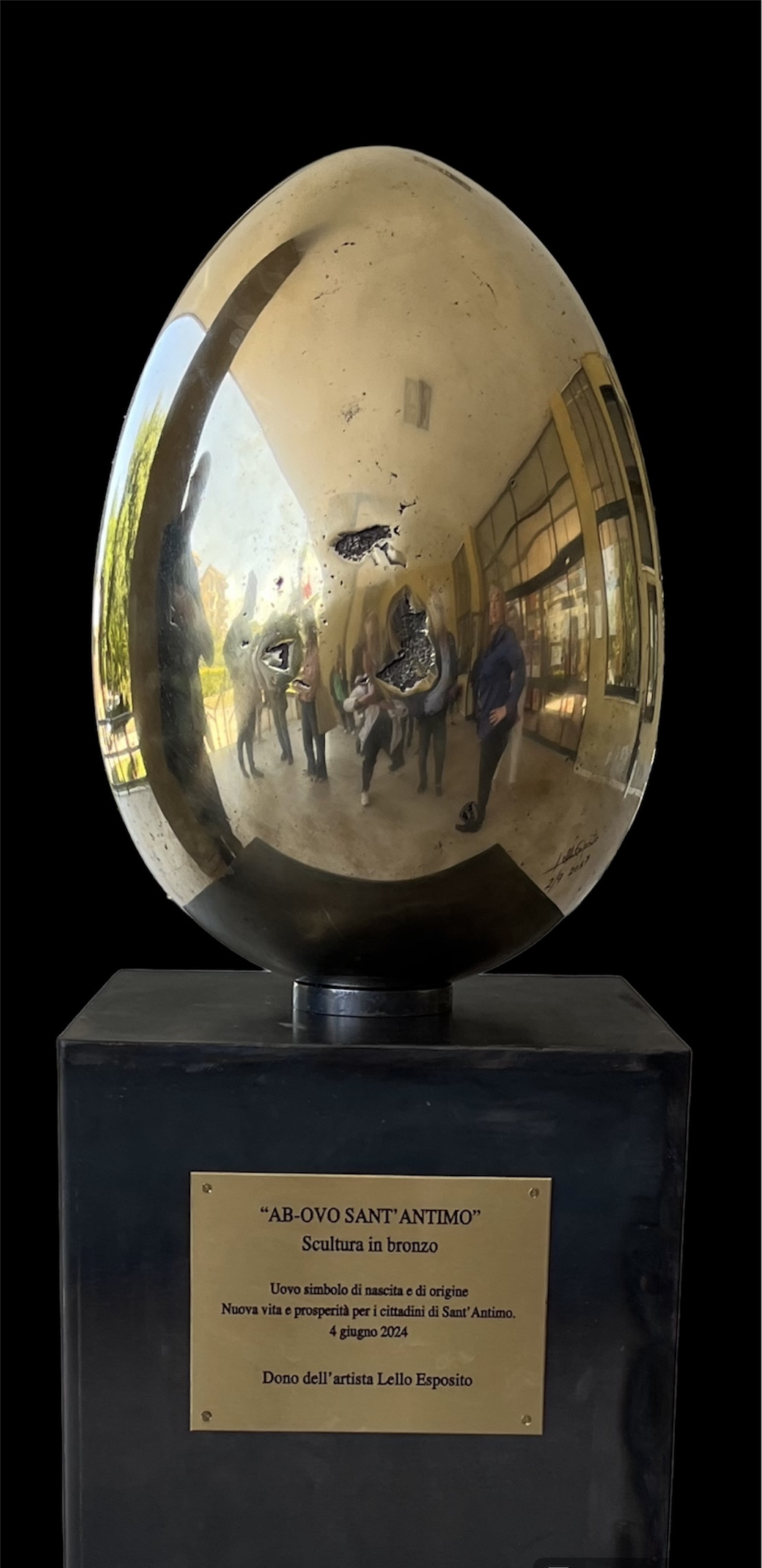
Ab-Ovo Sant'Antimo. Opera del M° Lello Esposito

All'interno del Palazzo Comunale è situata l’opera scultorea del Maestro di fama internazionale Lello Esposito, dal titolo Ab-Ovo Sant’Antimo. L’opera inaugurata il 14 maggio 2024, donata dall’artista alla città, rientra nell’ambito del progetto Socio-Culturale,promosso dalla Commissione Straordinaria, “La città invisibile”.
Velum

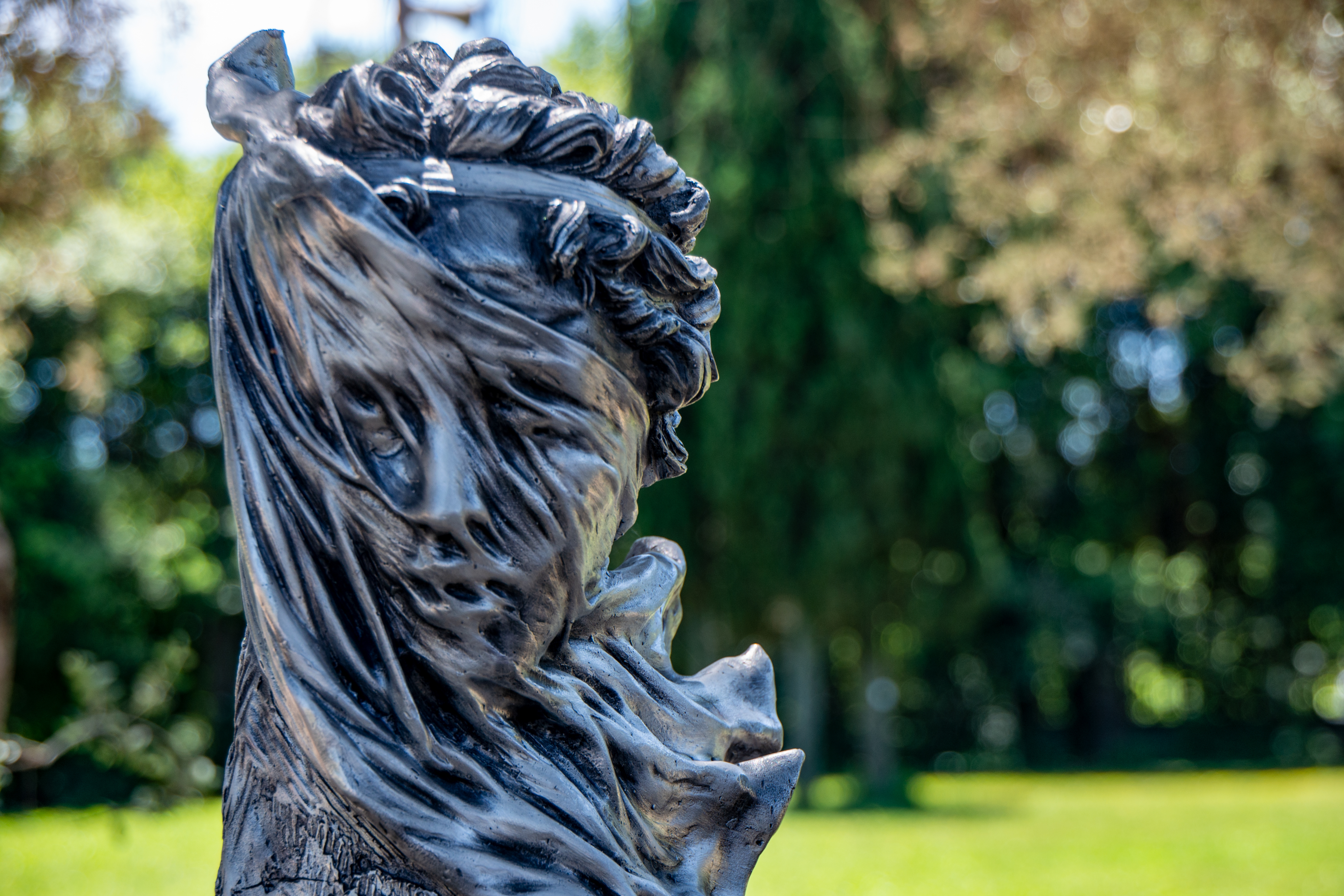
Velum. Opera del M° Domenico Sepe

All'interno della splendida Villa Comunale Diego Del Rio è situata l'opera scultorea del M° di fama internazionale Domenico Sepe. L'opera è stata inaugurata il 23 maggio del 2024 nell'ambito del progetto Socio-Culturale "La città invisibile", promosso dalla Commissione Straordinaria insediatasi nel giugno del 2023.
Legge-Re
Sulla facciata del palazzo comunale è presente l'opera murale dell'artista Luca Carnevale. L'opera è stata realizzata in occasione dell'inaugurazione del nuovo centro antiviolenza, avvenuta il 21 maggio 2024, intitolato a Giulia e Thiago Tramontano e rientra nell'ambito del progetto Socio-Culturale, promosso dalla Commissione Straordinaria, "La città invisibile".
Murales dedicato a Giulia Tramontano

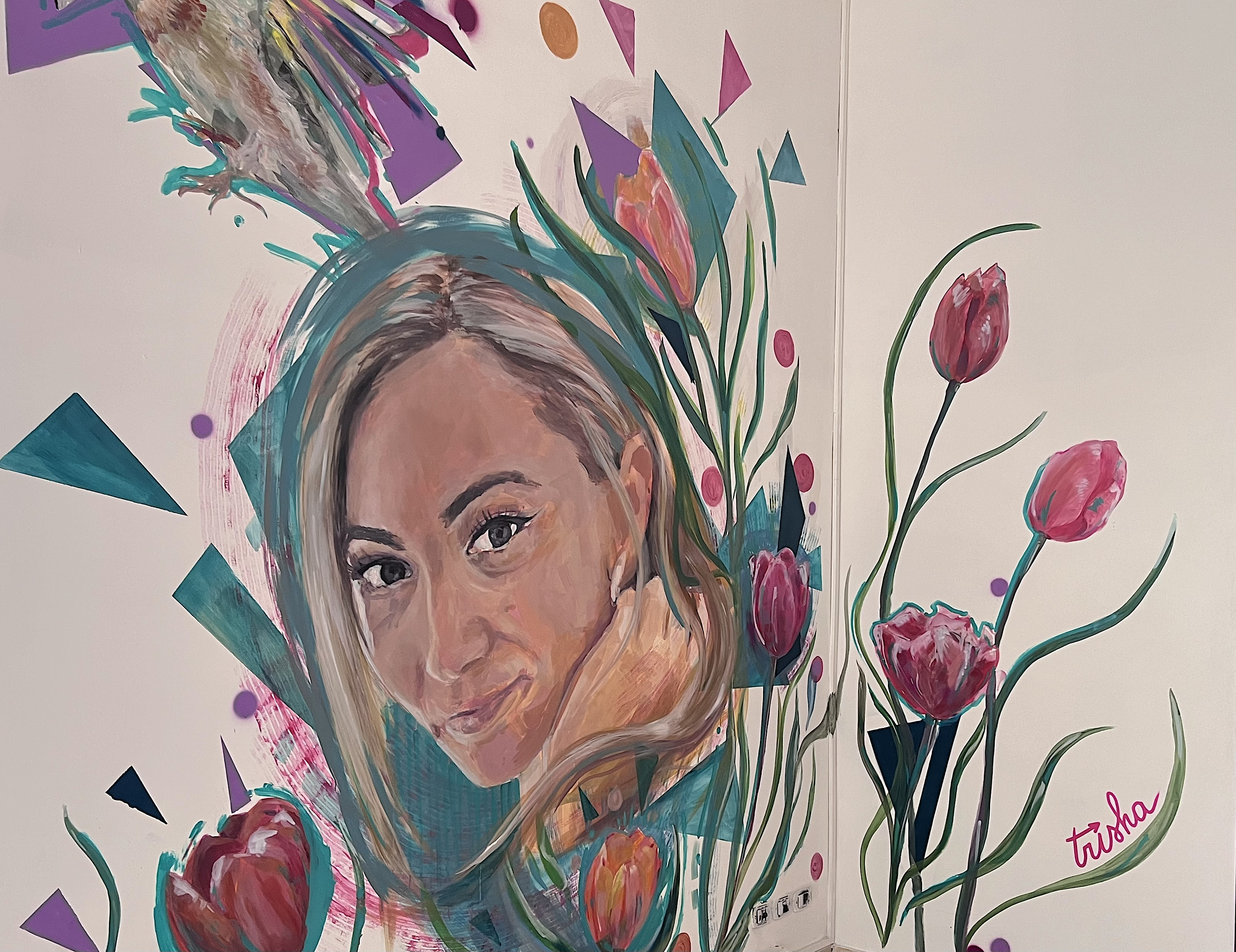
Murales dell'artista Trisha Palma

All'interno dei locali del nuovo centro antiviolenza si trova il grande murale della nota artista Trisha Palma. L'opera è stata realizzata in occasione dell'inaugurazione del nuovo centro, avvenuta il 21 maggio 2024, intitolo a Giulia e Thiago Tramontano e rientra nell'ambito del progetto Socio-Culturale, promosso dalla Commissione Straordinaria, "La città invisibile".

## Società

### Etnie e minoranze straniere
Al 1º gennaio 2024 i cittadini stranieri residenti a Sant'Antimo erano 1040, corrispondenti al 3,2% della popolazione. Le nazionalità maggiormente rappresentate erano:

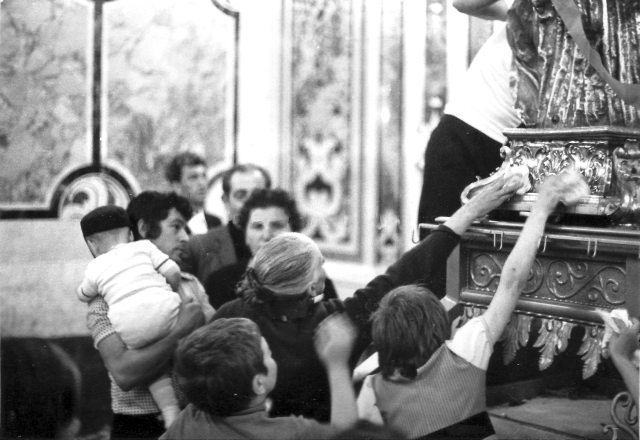
Devozione popolare nel santuario di Sant'Antimo Prete e Martire.

1. Bangladesh, 387 1,1%
2. Ucraina, 148 0,4%
3. Pakistan, 91 0,2%
4. Bulgaria, 70 0,2%
5. Nigeria, 62 0,1%
6. Marocco, 60 0,1%
7. Burkina Faso 51 0,1%
8. Romania 37 0,1%

### Religione
La maggioranza della popolazione è di religione cristiana di rito cattolico; il comune appartiene alla diocesi di Aversa ed è suddiviso in otto parrocchie. L'altra confessione cristiana presente è quella evangelica con due comunità.

## Economia
Il comune di Sant'Antimo è stato centro agricolo di primaria importanza fino alla metà del XX secolo, allorquando, il trattamento di un residuo della lavorazione delle vinacce, consentì a questo Comune di rivestire il ruolo industriale di massimo produttore mondiale della sostanza: il Cremore di Tartaro. Tale lavorazione, presente già ai primi del seicento, assunse, fino all'inizio del novecento, una funzione fondamentale nello sviluppo locale e nella determinazione di un benessere diffuso, che garantì lo sviluppo civile ed industriale della intera area.
Il Cremore di Tartaro, ottenuto per trattamento a caldo, in grandi vasi di rame, dei residui delle vinacce, fu definito allora dalla Enciclopedia Britannica come “S. Antimo's Cremore”.
In tale contesto, l'istruzione si diffuse ed una classe di professionisti si formò e distribuì le sue esperienze su tutto il territorio nazionale: uomini come Nicola Romeo, fondatore dell'Alfa Romeo ed il Cardinale Alessandro Verde, videro la luce in questo periodo.
La sintesi chimica della molecola, usata nell'industria farmaceutica ed alimentare, determinò, però, il rapido declino del trattamento a caldo, e la crisi dell'industria locale.
Rapidamente, allora, un altro prodotto della terra locale, le “noci aversane” riportarono in auge città, come delle maggiori produttrici nazionali di quel frutto.
Tale primato continuò fino alla fine degli anni cinquanta, quando l'arrivo delle produzioni californiane e mediterranee determinò una crisi nel mercato interno per il crollo del prezzo del prodotto, che, pur conservando qualità organolettiche superiori, restò fuori dalle grandi commercializzazioni industriali.
La riconversione industriale fu difficile e lenta anche per le difficoltà intrinseche legate ad una rete di infrastrutture e distributiva inadeguata tipica delle realtà meridionali. Così, in questi anni, le risorse economiche sono state soprattutto indirizzate verso il terziario di base ed il commercio.
L'artigianato ha assunto un ruolo produttivo trainante e le piccole imprese a conduzione familiare sono oggi, l'ossatura portante dell'economia locale.
Restano comunque, nella zona industriale della città, importanti esempi di industria farmaceutica e meccanica.
La vocazione turistica, legata alla grandiosa festa patronale, con uno degli ultimi esempi di “volo degli Angeli” ancora presenti in Italia, e che si tiene nell'ultima domenica di maggio o nella prima di giugno, resta ancora un embrione nonostante le numerose iniziative di rilancio.
Ma come permette di verificare la soprastante tabella demografica, la forte vicinanza alla città di Napoli ha dato fiato fin dagli anni settanta a devastanti manovre di speculazione immobiliare che ha portato a due effetti fra loro collegati: un assorbimento nel territorio comunale di numerosissimi nuclei familiari forestieri e un definitivo strozzamento di ogni possibilità di sviluppo realmente produttivo. Quest'ultimo aspetto, anzi, è oggi relegato ai margini della vita economica cittadina ed è affidato de facto ad iniziative talvolta clandestine con fortissimo impiego di manodopera straniera (spesso di origine asiatica, comunità molto presente sul territorio cittadino).

## Infrastrutture e trasporti

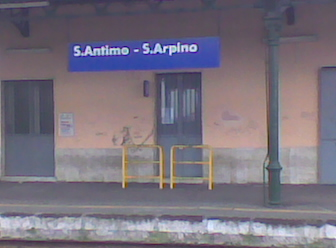
Stazione ferroviaria Sant'Antimo-Sant'Arpino

### Strade
Il paese è servito dall'omonima uscita dell'Asse Mediano.

### Ferrovie
La stazione di Sant'Antimo-Sant'Arpino è posta sul tronco comune alle linee Napoli-Foggia e Roma-Formia-Napoli ed è servita da relazioni regionali Trenitalia svolte nell'ambito del contratto di servizio con la regione Campania.
Fra il 1882 e il 1959 la località era servita da una diramazione della tranvia Napoli-Aversa/Giugliano, gestita a cura della Société Anonyme des Tramways Provinciaux (SATP).

### Mobilità urbana
Sant'Antimo era servita da autolinee in servizio pubblico svolte dalla società CTP che percorrevano la viabilità provinciale.

## Amministrazione
| Periodo          | Periodo           | Primo cittadino                                               | Partito          | Carica                    | Note                                                       |
| ---------------- | ----------------- | ------------------------------------------------------------- | ---------------- | ------------------------- | ---------------------------------------------------------- |
| 22 novembre 1988 | 19 giugno 1990    | Silvestre Nardi                                               | PSI              | Sindaco                   | [ 16 ]                                                     |
| 19 giugno 1990   | 3 gennaio 1991    | Francesco Ponticiello                                         | DC               | Sindaco                   | [ 16 ]                                                     |
| 31 gennaio 1991  | 30 settembre 1991 | Santo Carlea                                                  | PCI              | Sindaco                   | Scioglimento del consiglio per infiltrazione della Camorra |
| 1º ottobre 1991  | 23 novembre 1993  | Marcello Donato Agrusti, Arturo Perugini, Giovanni Lucantonio | -                | Commissione straordinaria | [ 16 ]                                                     |
| 23 novembre 1993 | 21 marzo 1998     | Arcangelo Cappuccio                                           | PdS              | Sindaco                   | [ 16 ]                                                     |
| 21 marzo 1998    | 1º dicembre 1998  | Gabriella D'Orso                                              |                  | Commissario               | [ 16 ]                                                     |
| 1º dicembre 1998 | 5 giugno 2002     | Luigi Vergara                                                 | FI               | Sindaco                   | [ 16 ]                                                     |
| 5 giugno 2002    | 27 maggio 2003    | Fiora Fasano                                                  |                  | Commissario               | [ 16 ]                                                     |
| 27 maggio 2003   | 8 luglio 2003     | Aurelio Russo                                                 | DS               | Sindaco                   | [ 16 ]                                                     |
| 8 luglio 2003    | 14 giugno 2004    | Maria Elena Stasi                                             |                  | Commissario               | [ 16 ]                                                     |
| 14 giugno 2004   | 5 gennaio 2006    | Luigi Cesaro                                                  | FI               | Sindaco                   | [ 16 ]                                                     |
| 5 gennaio 2006   | 30 maggio 2006    | Rosanna Sergio                                                |                  | Commissario               | [ 16 ]                                                     |
| 30 maggio 2006   | 14 novembre 2006  | Aurelio Russo                                                 | DS               | Sindaco                   | [ 16 ]                                                     |
| 14 novembre 2006 | 29 maggio 2007    | Gabriella D'Orso                                              |                  | Commissario               | [ 16 ]                                                     |
| 29 maggio 2007   | 13 giugno 2017    | Francesco Piemonte                                            | PdL FI           | Sindaco                   | Eletto per due consliature                                 |
| 13 giugno 2017   | 22 luglio 2019    | Aurelio Russo                                                 | PD               | Sindaco                   | [ 16 ]                                                     |
| 23 luglio 2019   | 12 giugno 2022    | Nicolina Perrotta                                             |                  | Commissario               | [ 16 ]                                                     |
| 13 giugno 2022   | 21 giugno 2023    | Massimo Buonanno                                              | PD-liste civiche | Sindaco                   | [ 16 ]                                                     |
| 21 giugno 2023   | 24 giugno 2024    | Gabriella D'Orso                                              | -                | Commissario               | [ 16 ]                                                     |
| 24 giugno 2024   | in carica         | Massimo Buonanno                                              | PD-liste civiche | Sindaco                   | [ 16 ]                                                     |

## Sport
- Pallacanestro Sant'Antimo
- PSA Sant'Antimo
- Fortitudo Basket Sant'Antimo
- ASD Virtus Sant'Antimo (calcio)
- ASD Solocalcio Soccer Club
- ASD Hinna Atletica Sant'Antimo

### Fonti
1. 1 2   Bilancio demografico mensile anno 2025 (dati provvisori), su demo.istat.it, ISTAT.
2. ↑   Classificazione sismica (XLS), su rischi.protezionecivile.gov.it.
3. ↑   Tabella dei gradi/giorno dei Comuni italiani raggruppati per Regione e Provincia (PDF), in Legge 26 agosto 1993, n. 412, allegato A, Agenzia nazionale per le nuove tecnologie, l'energia e lo sviluppo economico sostenibile, 1º marzo 2011,  p. 151. URL consultato il 25 aprile 2012 (archiviato dall'url originale il 1º gennaio 2017).
4. ↑  https://books.google.it/books?id=z5S8CgAAQBAJ&pg=PA128&lpg=PA128&dq=area+frattese&source=bl&ots=qiz8odoGcS&sig=JUhbEMR9SQTemdO9gj1IdyHTB-o&hl=it&sa=X&ved=0ahUKEwiykOPeuPnSAhXLA8AKHfvQABU4ChDoAQgPMAI#v=onepage&q=area%20frattese&f=false
5. ↑   Clima: Sant'Antimo - Grafico climatico, Grafico della temperatura, Tabella climatica - Climate-Data.org, su it.climate-data.org. URL consultato il 18 luglio 2016.
6. 1 2 3   Pro Loco Sant'Antimo - Raffaele Flagiello - Antimina Flagiello - Paola Cerotto - Massimo Giannangeli - Maria Puca - Carmine Di Giuseppe - Nella Capasso - Antonio Gianfico - Monica Galdo, Conoscere Sant'Antimo: storia di un antico territorio, Sant'Antimo, 2013,  p. 256.
7. ↑   Comune di Sant'Antimo, Statuto,  art. 3.
8. ↑   Chiesa della SS Annunziata e San Giuseppe, su comune.santantimo.na.it.
9. ↑   Sant'Antimo rinasce con musica, arte e cultura: ecco «La città invisibile», su www.ilmattino.it, 2 maggio 2024. URL consultato il 26 maggio 2024.
10. 1 2   wp_714661, Sant’Antimo: “Velum” la giustizia velata in occasione dell’anniversario della morte di Giovanni Falcone, su Frattamaggiore News, 23 maggio 2024. URL consultato il 26 maggio 2024.
11. ↑   Giulia Tramontano, Sant'Antimo le intitola un Centro antiviolenza, su Corriere della Sera, 21 maggio 2024. URL consultato il 26 maggio 2024.
12. ↑   Tuttitalia 1º gennaio 2022, su tuttitalia.it.
13. ↑   Diocesi di Aversa, su diocesiaversa.it.
14. ↑   Evangelici.net. URL consultato il 12 aprile 2021 (archiviato dall'url originale il 7 giugno 2012).
15. ↑   S.Antimo-S.Arpino, su rfi.it. URL consultato il 13 novembre 2023.
16. 1 2 3 4 5 6 7 8 9 10 11 12 13 14 15 16 17 18 19 20  http://amministratori.interno.it/
17. ↑   Gazzetta Ufficiale, su www.gazzettaufficiale.it. URL consultato il 10 novembre 2024.